# Shadowrun
Shadowrun (v překladu stínový běh) je stolní RPG od FASA corporation odehrávající se v roce 2053. První edice vyšla v roce 1989 a nejnovější je šestá.

## Herní svět
Hráčské postavy jsou stínoví běžci (shadowrunneři), obvykle si je najímají korporace nebo bohatší lidé, aby pro ně pracovali na hranici (či za hranicí) zákona.

### Typické hráčské postavy
- Voják (častěji Samurai, Streetsamurai nebo Břitvák) - postava vybavená kyberwarem a zbraněmi jak je jen možné
- Špión - postava vybavená štěnicemi a odposlouchávacími zařízeními
- Decker (novodobý hacker) - postava s datajackem, který umožňuje napojení do Matrixu (podobnému tomu z Johny Mnemonic).
- Rigger - postava vybavená mozkovými implantáty, které ji umožňují řídit dopravní prostředky či sondy na dálku s mnohem větší precizností než obvyklý řidič
- Hermetický mág - postava ovládající magii, může vyvolávat elementály, kouzlit a pohybovat se v astrální sféře; vychází z hermetické tradice
- Šaman - protějšek hermetického mága s obdobnými schopnostmi, využívá ale šamanské tradice, což mj. znamená, že vyznává přírodní či městský totem
- Magický adept - hermetický mág či šaman, jehož magické síly jsou omezené
- Fyzický adept - obdoba Streetsamuraie, jeho nadlidské schopnosti však nejsou způsobeny implantáty, ale magií.

### Stručná herní historie
- Koncem devadesátých let začaly korporace vyzbrojovat své bezpečnostní jednotky kvůli nedůvěře vládám, soudy v USA to povolily pro bezpečnost nebezpečných materiálů firem.
- 2004 - Libye podnikla chemický útok na Izrael, a ten odpověděl jaderným úderem.
- 2005 - New York postihlo velké zemětřesení.
- 2006 - Japonsko vypustilo satelity, které energii získanou solárními kolektory vysílaly na zem pomocí mikrovlnné energie a zajistily tak levnou energii.
- 2009 - Radikální skupina indiánů obsadila raketové silo a žádala navrácení území rezervací od korporací, které je zabavily kvůli nerostným zdrojům. Po deseti dnech do sila vtrhly speciální jednotky a indiány postřílely, byla však odpálena jedna hlavice na Rusko. Hlavice však byla včas zastavena.
- 2010 - Indiáni byli obviněni z odpálení hlavic a podle nového zákona byla jejich velká část odsunuta do koncentračních táborů.

- První pandemie viru VITAS
- 2011 - Probuzení - části lidské populace se rodily zmutované děti, a tak objevili se první metalidé - zatím pouze trpaslíci a elfové, byl spatřen první drak, bylo hlášeno mnoho různých zázraků i pohrom ve všech státech.

- V následujících pěti letech zanikala a vznikala nová náboženství, zavládl hladomor a padlo nejvíc vlád v lidské historii.
- 2014 - Indián Vyjící kojot vyhlásil vznik Národů domorodých Američanů a kvůli odporu americké vlády demonstroval svou sílu výbuchem sopky, který zničil město Los Alamos v Novém Mexiku.
- 2017 - Vláda USA začala s operací na vyhlazení všech rodilých Američanů, v odpověď přišla erupce čtyř sopek.
- 2018 - Uzavřena Denverská smlouva, podle které indiáni dostali část amerického kontinentu pod svou správu.
- 2021 - 30. dubna - Den Goblinizace - asi 10% lidské populace zmutovalo a vznikly nové rasy - orkové a trollové, někteří tuto mutaci nepřežili.
- 2022 - Rasové nepokoje, masové vraždění, které ukončila druhá pandemie viru VITAS.
- 2029 - Nový počítačový virus, proti kterému byla vyslána speciální jednotka Echo Mirage, která se pohybovala přímo v kybernetické prostoru.

- Probuzení získávají, jak dobrovolně tak i silou, nová území na úkor starých států.
- 2030 - Počátky Euroválek - dvanáct let trvající série konfliktů v Evropě a Asii.
- 2033 - Zničeny cílová centra komunikace na obou bojujících stranách, další den byla zastavena palba, avšak konflikty pokračovaly.
- 2039 - Teroristické útoky na metalidi, Zuřivá noc - celosvětové vraždění metalidí.
- 2041 - Linka z Londýna do Atlanty zničena drakem.

### Technologie
Nejvýznamnější novinkou je kyberware neboli implantáty řízené počítačem, avšak podřízené nervovému systému. Na klinikách jsou schopni operací od náhrady končetiny přes umělou paměť v mozku až po reflexní vlákna, která urychlují lidské reakce. Jelikož jsou tyto zákroky do organismu zvláště agresivní, každý implantát snižuje esenci (jiným slovem auru - která je důležitá především pro mágy, ti proto kyberware zpravidla nemají), která je pevně určena pro každou postavu a pokud esence klesne na nulu, postava okamžitě umírá.

### Rasy - metalidé
- Člověk
- Trpaslík
- Elf
- Ork
- Troll

Krom výše vyjmenovaných lze v různých sourceboocích nalézt též půlčíka a ve třetí edici „companion“ se vyskytují zvláštní varianty běžných ras:
kyklop (troll), kobokuru (trpaslík), fomori (troll), menehume (trpaslík), hobgoblin (ork), obr (severská varianta trolla), gnóm (trpaslík), Oni (ork), wakyambi (elf), Ogr (ork), minotaur (troll), satyr (ork), noční elf (elf), dryáda (elf, vyskytují se pouze ženy).

### Základní herní principy
Pravidla se postupem let měnila, ale 2. edice, která byla v ČR v provozu nejdéle měla následující herní principy.
- Pracuje se zde s ohromným počtem šestistěnných kostek se kterými se hází proti cílovému číslu (CČ), které je modifikováno okolnostmi za nichž postava akci provádí. Základní CČ je většinou 4, ale pokud se hráč snaží trefit běžící cíl, je CČ zvýšeno o +4, čili výsledek je 8. Na každé kostce, kde padne 6 se hází znovu a výsledek se sčítá - Teoreticky lze tedy hodit číslo i třeba 27.
- Tvorba postavy je určena pomocí priorit (A-E). Do těchto priorit je nutné seřadit následující veličiny:

1. Peníze (u samurajů slouží na nákup kyberwaru, u čarodějů zase na nákup kouzel)
2. Rasa (na prioritě A znamená možnost výběru některé jiné rasy než je člověk)
3. Dovednosti (pro Shadowrun velmi důležité, umožňují postavám dělat různé věci: plížit se, střílet, kouzlit...)
4. Atributy (to jsou fyzické psychické předpoklady postavy)
5. Magie (aby se postava mohla stát kouzelníkem, je třeba mít tuto prioritu na stupni A, nebo B)

Priorita A znamená největší odbornost, naopak E nejnižší. Podle toho v čem má postava vynikat jsou jí přiřazeny priority.
- Odměňování a zlepšování postavy zajišťuje "karma", která odráží zkušenost postavy. Pomocí ní se mohou vylepšovat atributy, dovednosti a další aspekty postavy.
- Na většinu dovedností může postava použít rezervy kostek, které se poměrně rychle doplňují a výrazně zvyšují šanci na úspěch.

### Druhá edice pravidel
Vyšla v oficiálním českém překladu. Herní mechanizmy jsou popsány výše.

### Třetí edice pravidel
Došlo zde k několika drobným úpravám, především v prioritách za rasu a cenám jednotlivého vybavení. Dalším faktorem je rozdělení dovedností na podskupiny (např. již není "boj se zbraní", ale jsou sečné, drtivé a tyčovité zbraně). Také se zde pozměňuje vylepšování charakteristik pomocí karmy, což vede k větší variabilitě. K tomuto faktu také přispívá množství sourcebooků (rozšíření pravidel).
Český překlad je pouze domácky vyrobený a zahrnuje jen základní pravidla.

### Čtvrtá edice pravidel
V nejnovější edici pravidel došlo k několika velkým změnám. Již není tvoření postav podle priorit, ale podle bodového systému, kdy se Tvorba postavy stává ze 400 bodů, které je možné libovolně rozdělit. Tato změna vede k větší variabilitě postav. Odpadají zde rezervy, které jsou nahrazeny atributem, který se pevně váže k dovednosti (například reakce+řízení pozemních dopravních prostředků). Největší změnou je, že se nezvyšuje CČ, ale snižuje se počet kostek, kterými se hází a CČ je konstantně 5. Vzrostla také hrozba Fatálního neúspěchu, který nyní nastává, pokud v testu padne více než polovina 1.
Český překlad je pouze domácky vyrobený a zahrnuje jen základní pravidla.

## Videohry
Svět Shadowrunu byl využit ve videoherním průmyslu. V roce 1993 vyšel Shadowrun na SNES a Mega Drive. V roce 2013 vydalo studio Harebrained Schemes tahové taktické RPG Shadowrun Returns, které pak následovaly Shadowrun: Dragonfall (2014) a Shadowrun: Hong Kong (2015).